# Elecciones parlamentarias de Grecia de 2007
La elecciones legislativas griegas tuvieron lugar el 16 de septiembre de 2007. El ganador fue el partido que ya ostentaba la mayoría en las anteriores elecciones, Nueva Democracia. En esta elecciones los partidos mayoritarios perdieron votos frente a los partidos minoritarios, aun así el partido ganador obtuvo los suficientes escaños como para gobernar en solitario.

## Procedimiento
La ley tradicionalmente requiera que los votos comiencen con el amanecer y terminen con el anochecer. En la práctica se realiza un redondeo. La votación comienza a las 7 AM y termina a las 7 PM. Las 7 PM es también la hora en la que los medios tienen permitido la publicación de sus sondeos y predicciones. Los resultado definitivos no se conocerán hasta pasada la medianoche.

## Resultados
El partido de los Verdes Ecologistas fue el partido con más votos (75,529,1.05%), que se quedó sin representación.